# Millesgårdens konsthall

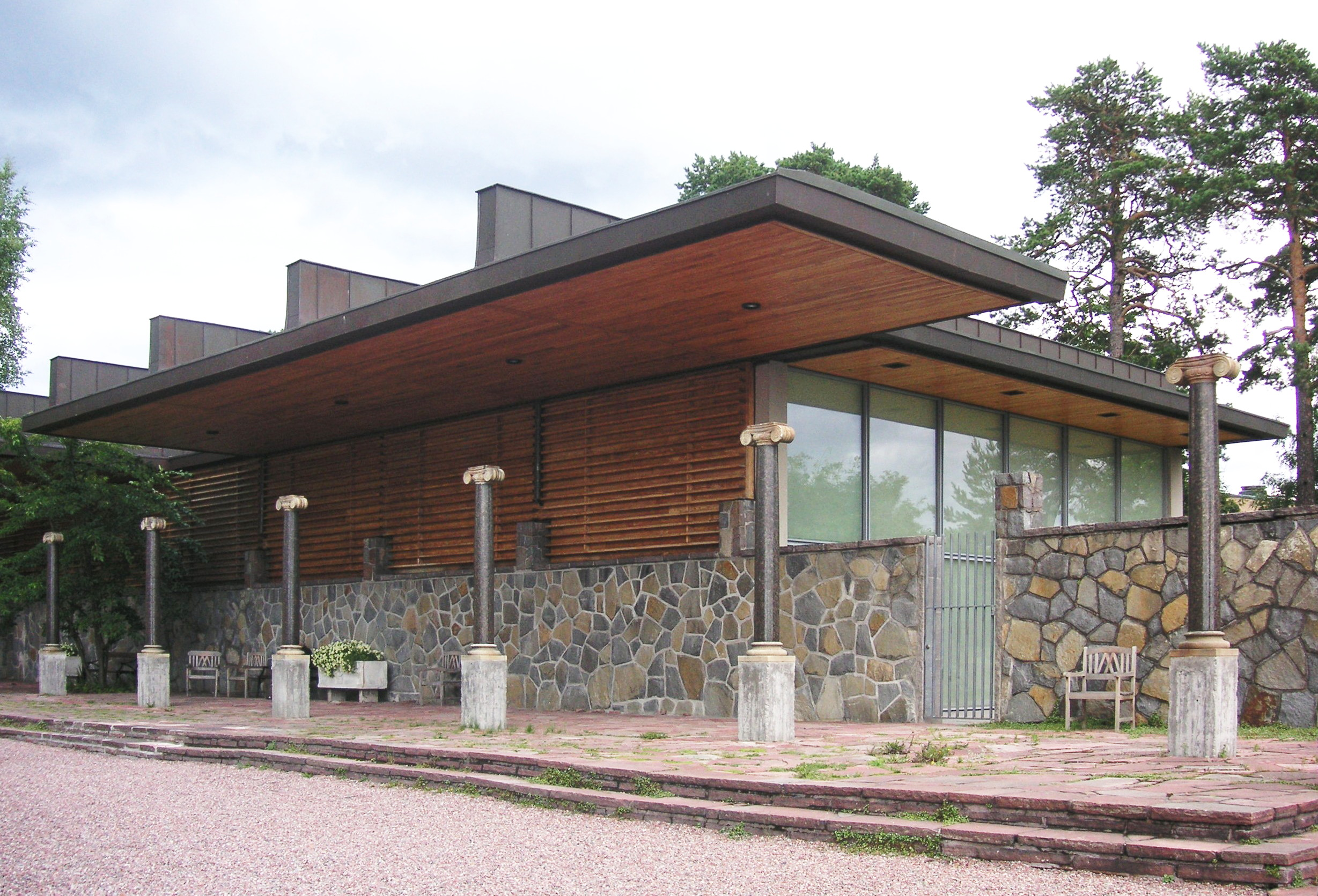
Millesgårdens konsthall, augusti 2008.

Millesgårdens konsthall ligger på Millesgården vid Herserudsvägen 32 i kommundelen Herserud i Lidingö kommun. Byggnaden uppfördes 1996-1999 efter ritningar av arkitekt Johan Celsing och fungerar utöver som konsthall även som entrébyggnad till Millesgården. Här visas tillfälliga utställningar om konst och design.

## Beskrivning
Millesgårdens konsthall upptar gårdens sydöstra del. Redan på 1950-talet hade Carl Milles förvärvat här en tomt för att låta bygga en utställningshall. När han avled 1955 stod tomten obebyggd och först 44 år senare kunde planen förverkligas.
Arkitektuppdraget gick till Johan Celsing som vunnit en inbjuden arkitekttävling om en ny liten konsthall med förslaget Avsatser. Celsing ritade en låg byggnad i flera plan med anpassning till terrängen. Själva utställningshallen består av en enda stor volym 50 meter lång och 11 meter bred som ligger under marknivån och som nås via en bred trätrappa från norr. I marknivån löper en galleria längs med hallens östra långsida. Byggnadens norra del upptas av Millesgårdens huvudentré och museishop där Celsing även ritade inredningen. Utställningshallen får dagsljus dels via åtta cirkelrunda taklanterniner dels från de stora inglasade ytorna som omger entréområdet.
Celsing lät den nya byggnaden ansluta till en befintlig stenmur som avgränsade skulpturparkens terrass mot sydost. Ovanför stenmuren består fasaden av liggande ribbor i oljad rödek som avslutas upptill av ett långt utkragande tak. I dess mitt finns en lucka där ett träd växer upp. I takets framkant står en rad kolonner med guldfärgad kapitäl i jonisk ordning som härrör från 1600-talet och palatset Makalös. Konsthallens arkitektur belönades 1999 med Kasper Salin-priset.

### Bilder

Exteriör
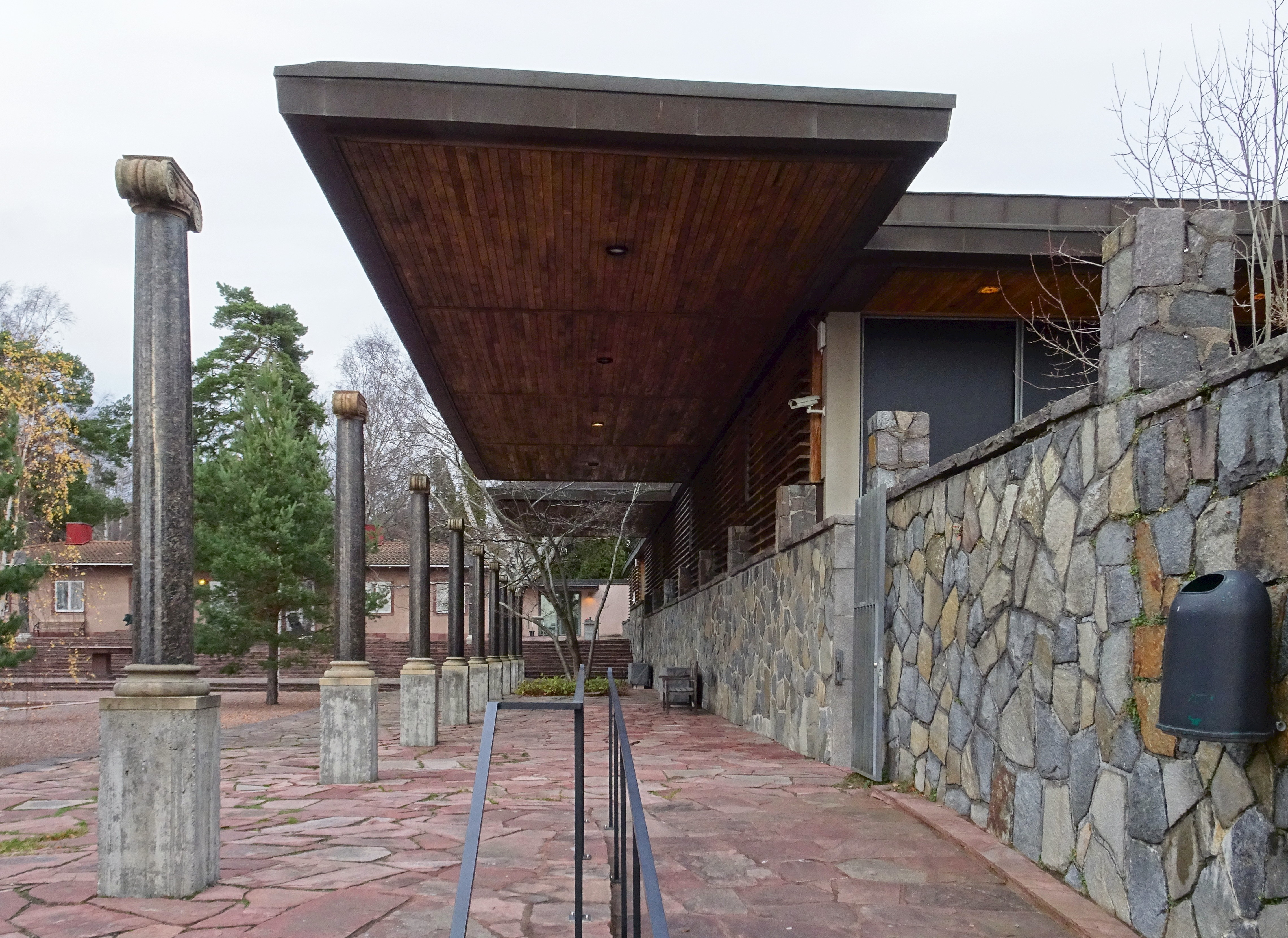
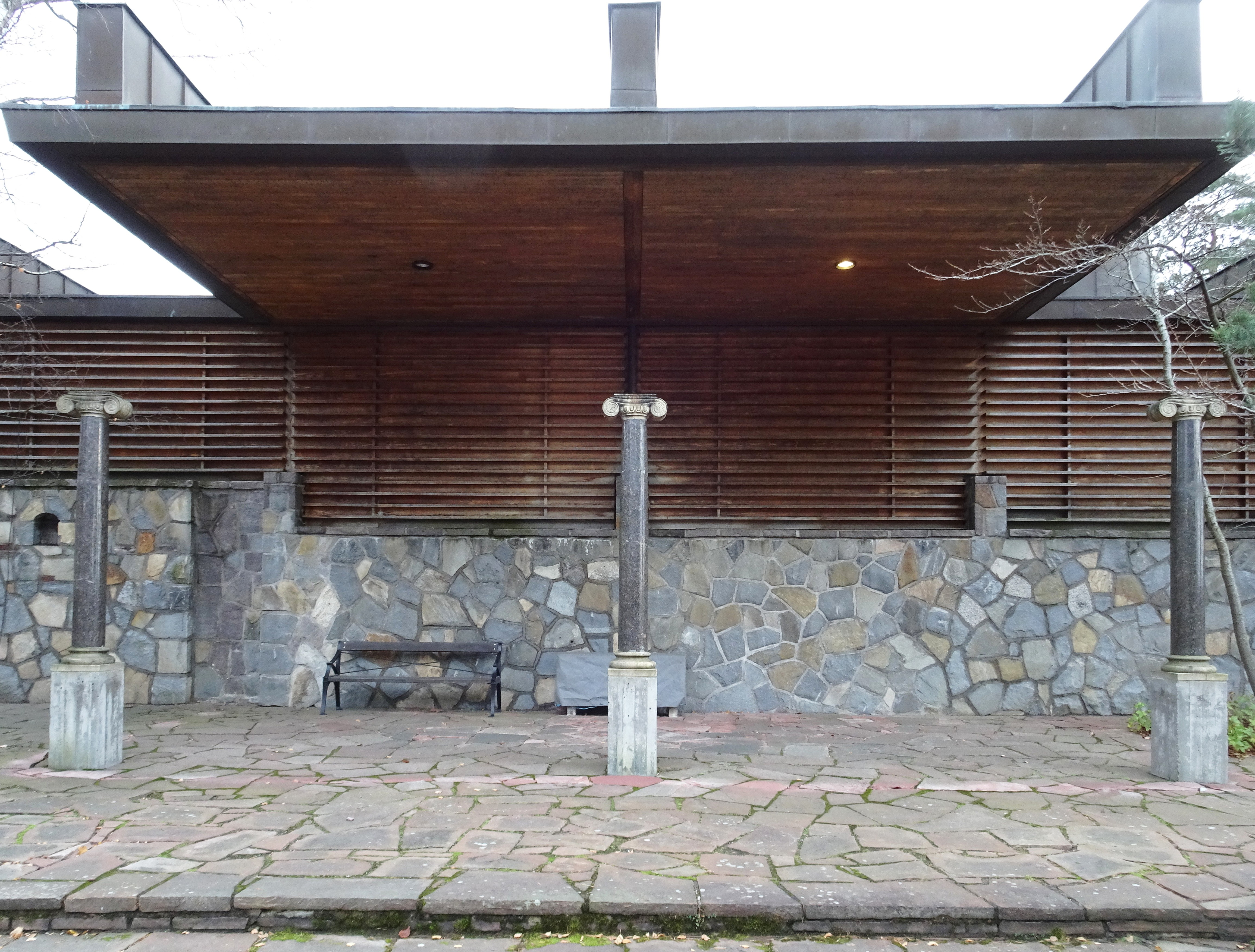
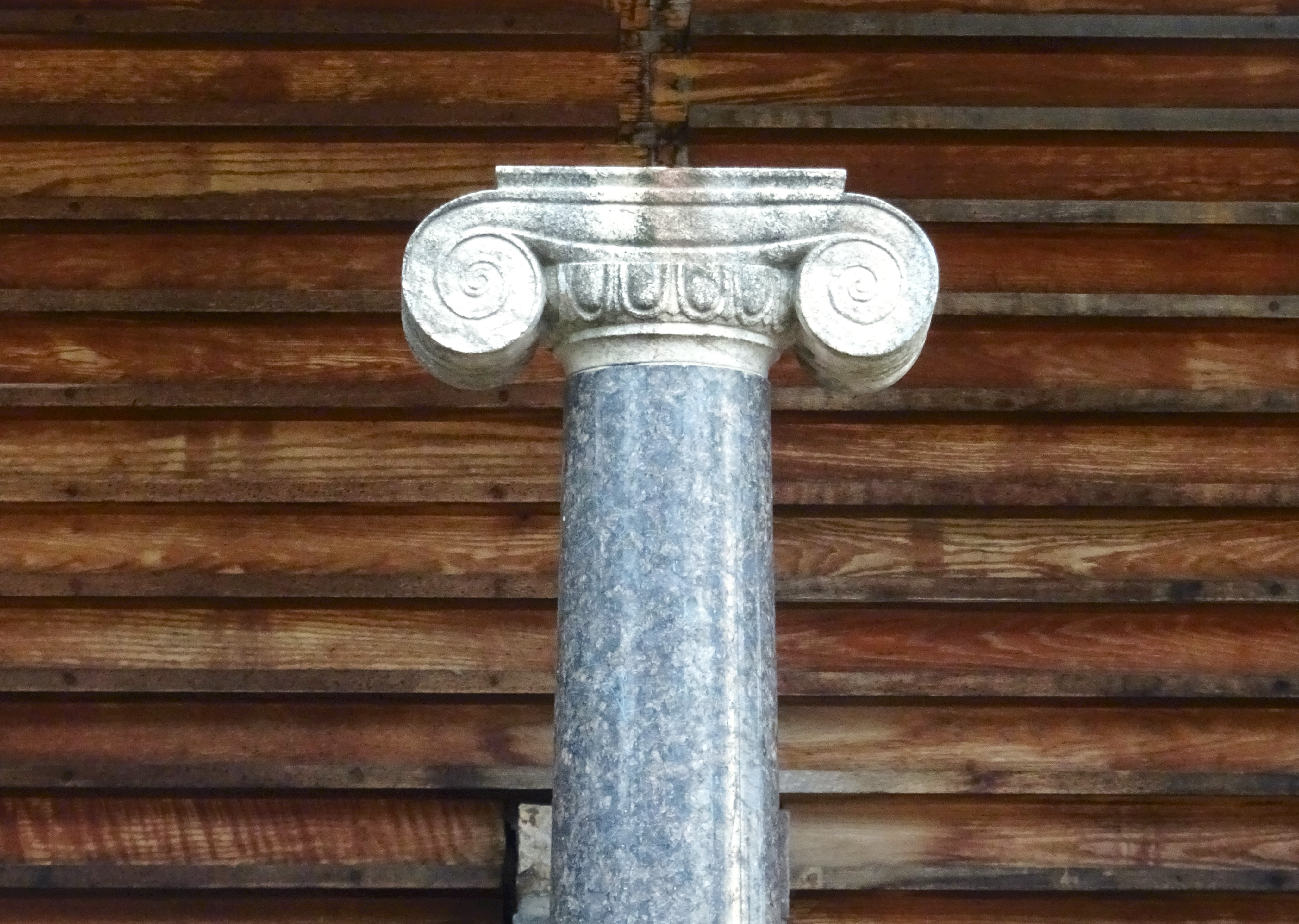
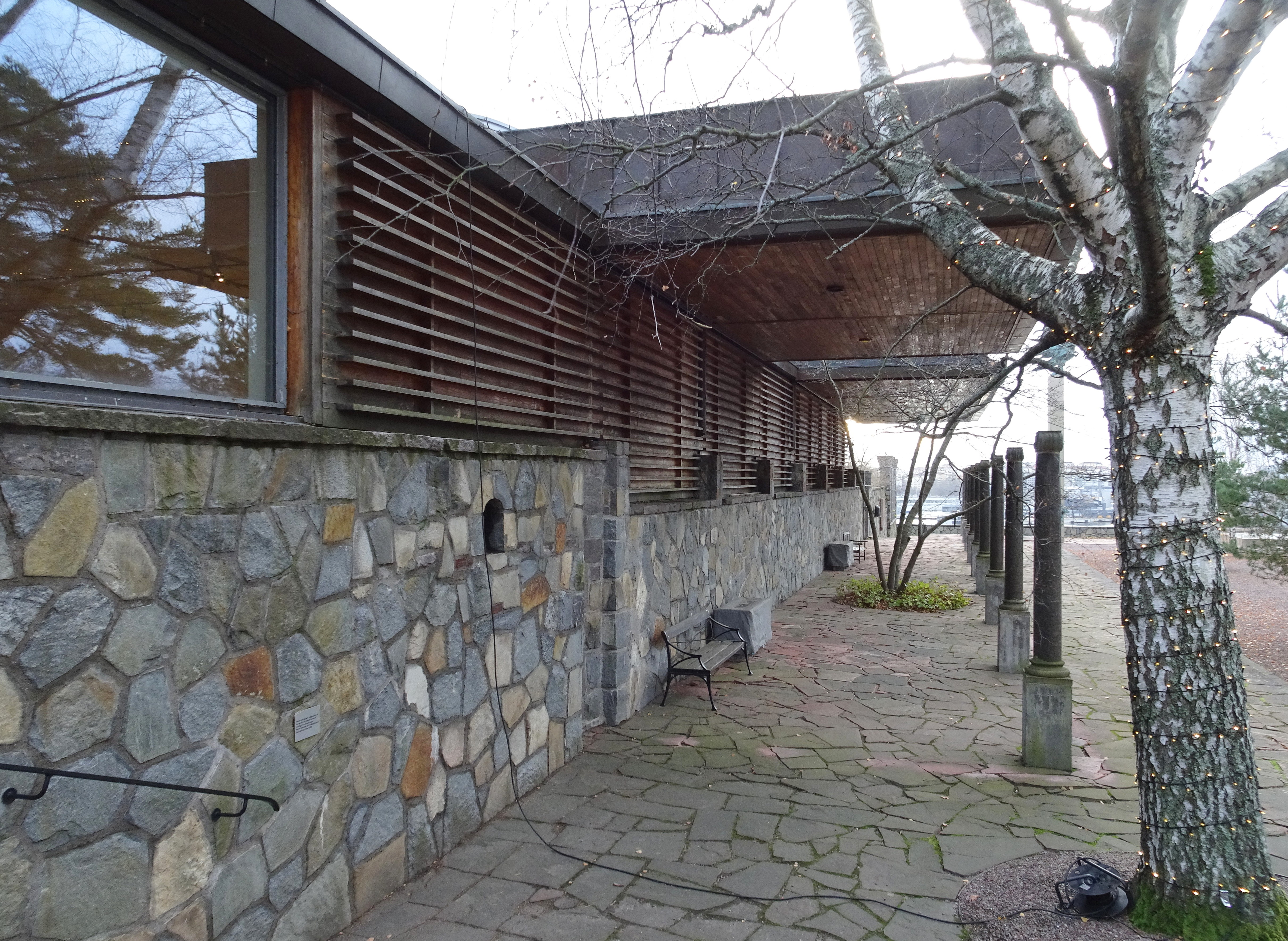

Interiör (utställning om Stig Lindberg)
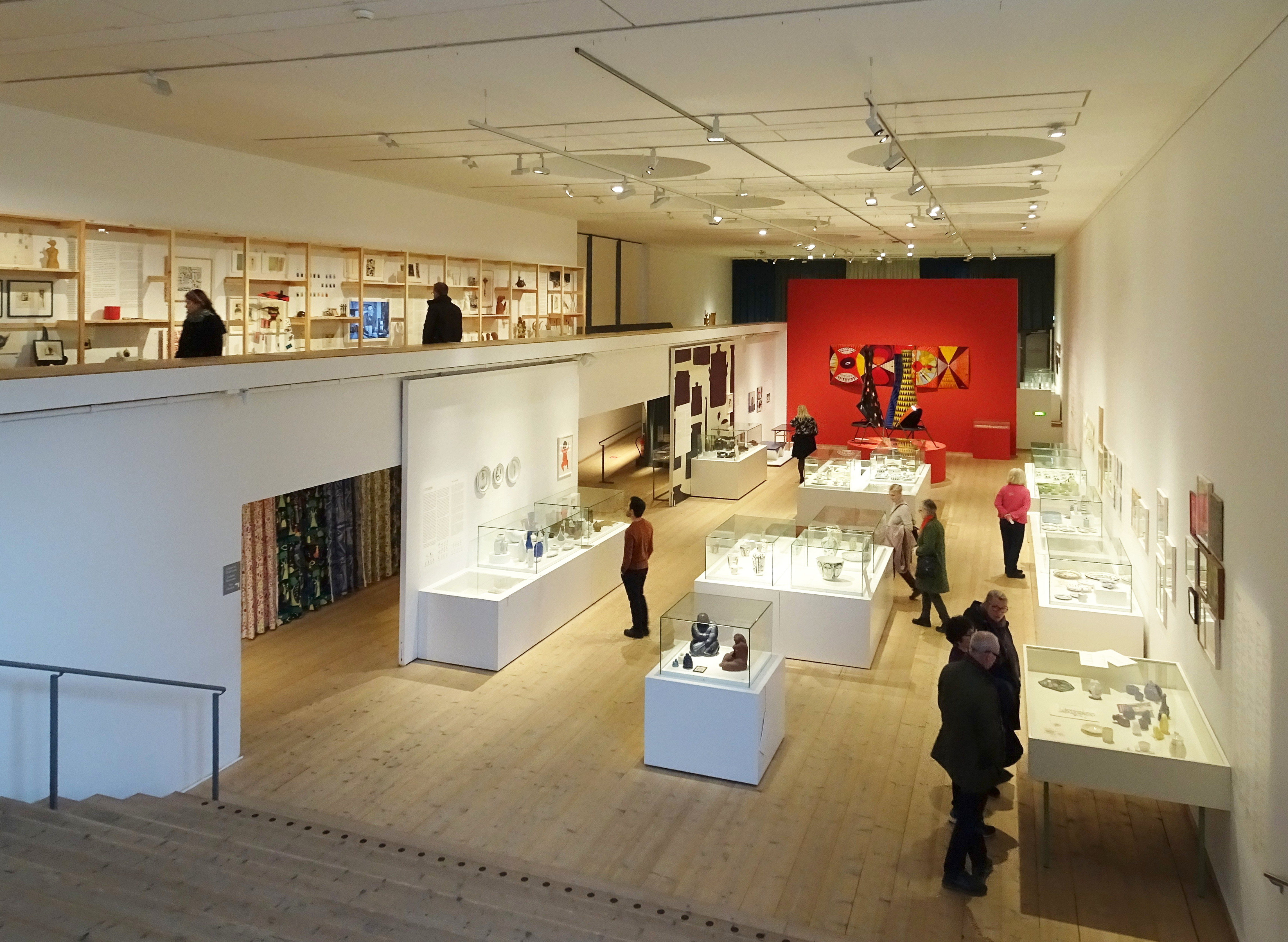
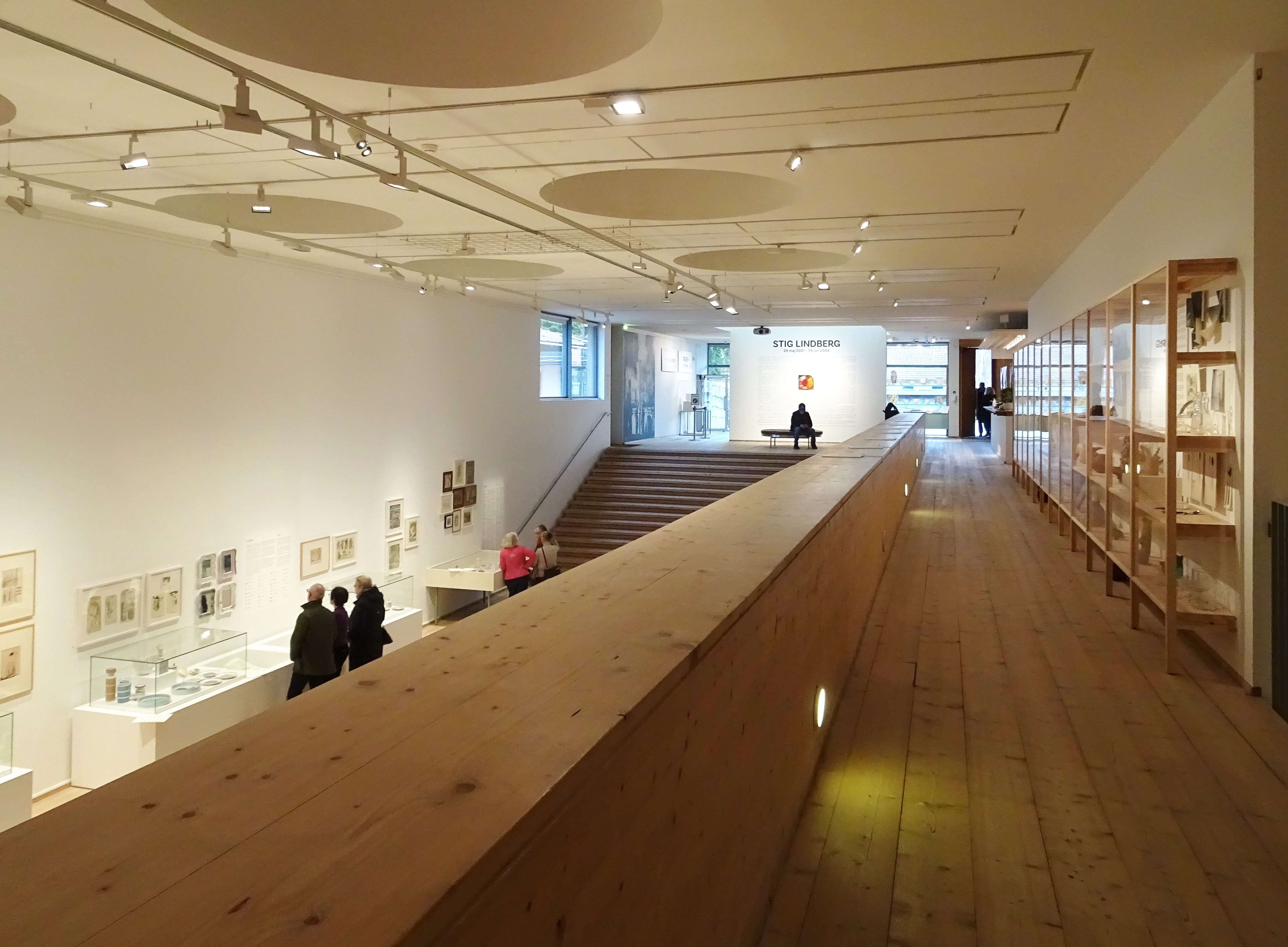
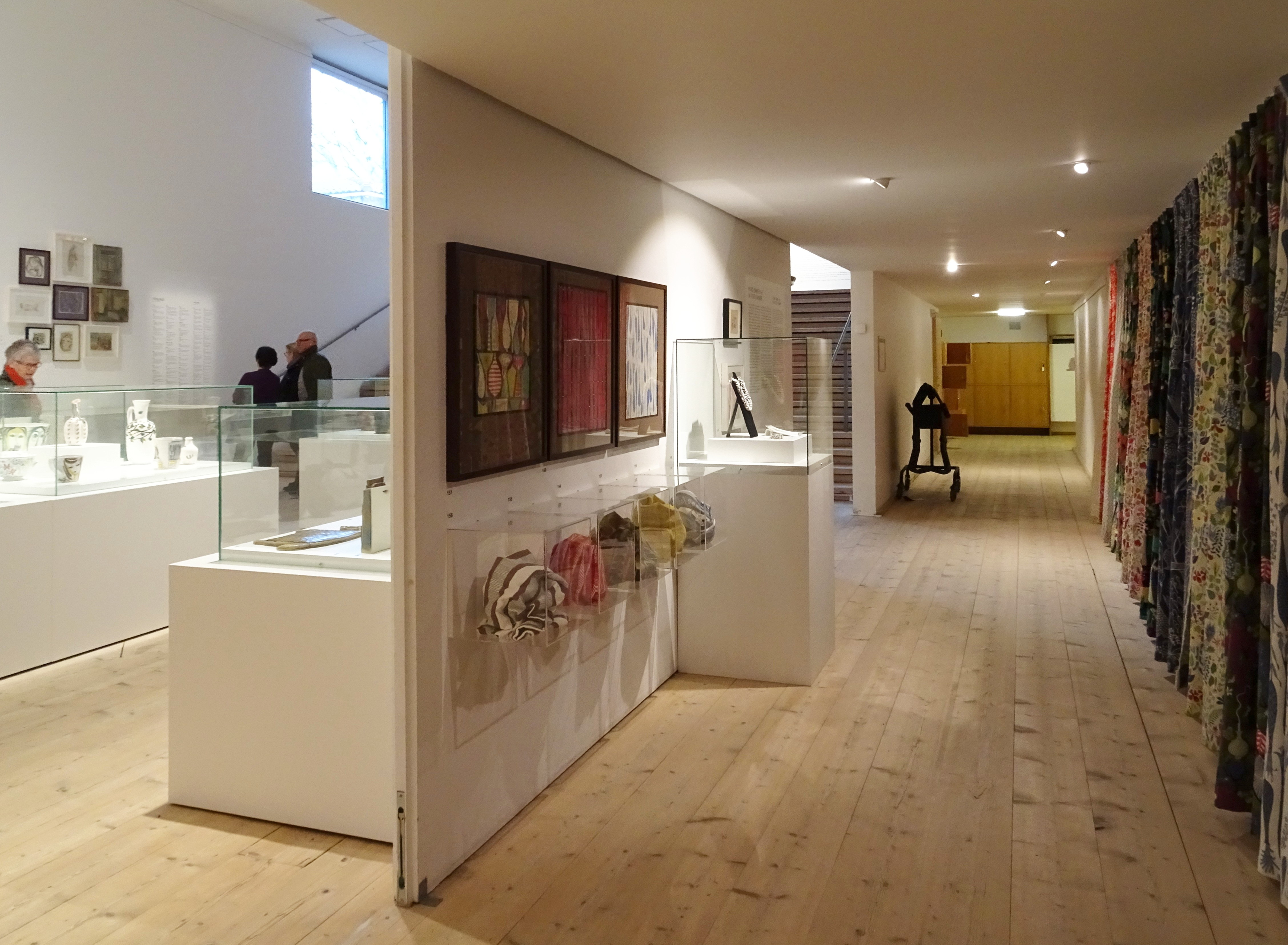
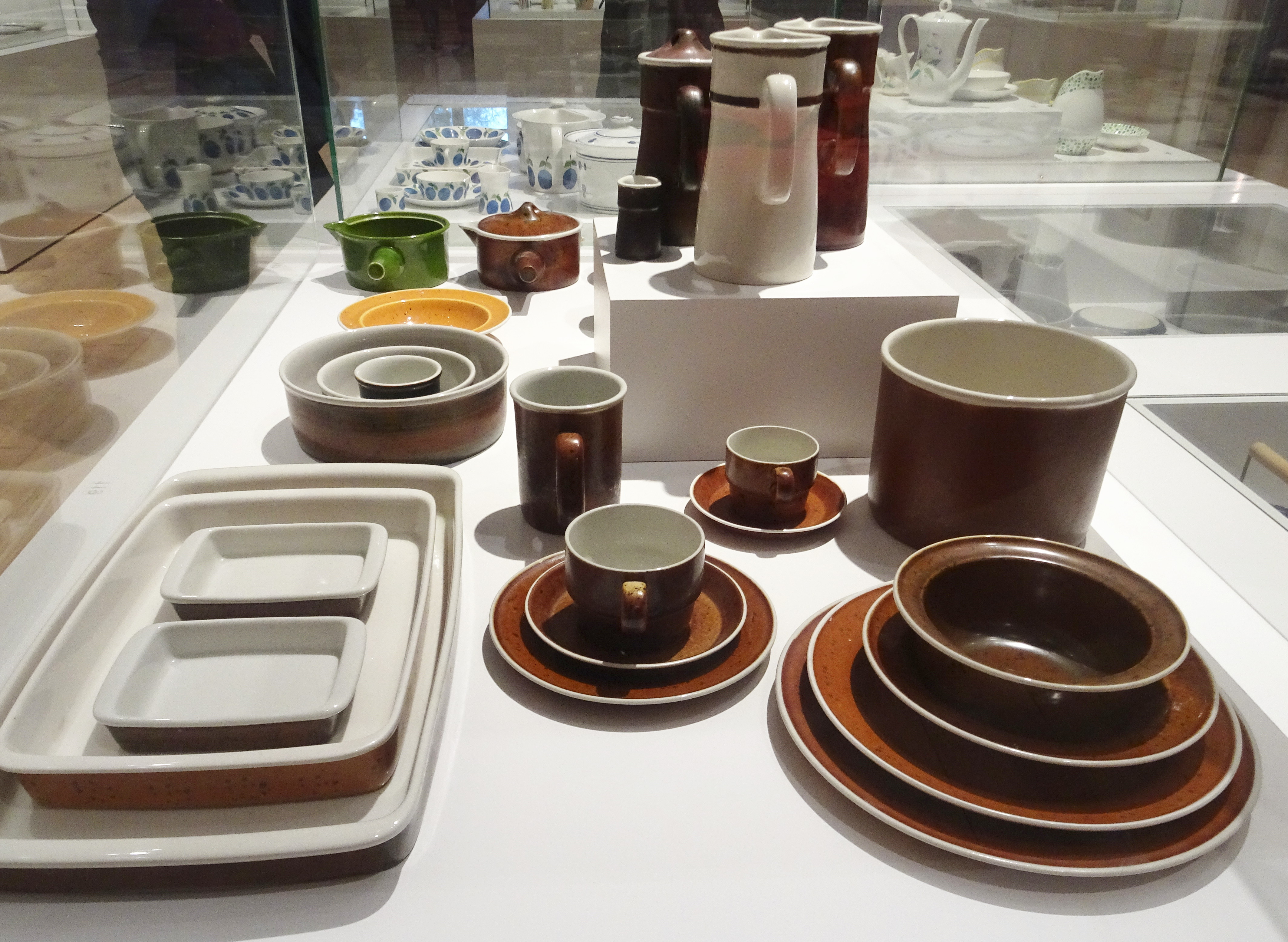